# Cuterebra americana
Cuterebra americana är en tvåvingeart som först beskrevs av Fabricius 1775.  Cuterebra americana ingår i släktet Cuterebra och familjen styngflugor. Inga underarter finns listade i Catalogue of Life.